# Stefan Bajcetic
Stefan Bajcetic, född 22 oktober 2004, är en spansk fotbollsspelare utlånad till Red Bull Salzburg från Liverpool FC. Bajcetic föddes i Vigo, Spanien av en serbisk pappa och galicisk mamma. Efter att ha inlett fotbollskarriären i spanska Celta Vigo köptes han år 2020 av engelska Liverpool FC. Han debuterade för Liverpools representationslag år 2022. Bajcetic har representerat det spanska landslaget på U18- och U21-nivå.